# Zygmunt Grochocki
Zygmunt Grochocki (ur. 9 listopada 1922 w Barłożnie, zm. 20 marca 1943 w Nantes) – harcerz, sodalis, konspirator okresu II wojny światowej.

## Życiorys
Syn Bernarda (nauczyciel). Od 1936 uczęszczał do Państwowego Gimnazjum w Starogardzie Gdańskim. W 1938 przystąpił do sodalicji mariańskiej i po ukończeniu kursu formacyjnego został jej konsultorem. Mając zdolności oratorskie (nazywano go „Cyceronem”) udzielał się deklamując poezję patriotyczną. Był harcerzem 1 Starogardzkiej Drużyny Harcerzy im. Tadeusza Kościuszki.
Nie mogąc kontynuować edukacji po wybuchu wojny – rozpoczął pracę w gospodarstwie rolnym, a jesienią zatrudnił się w cukrowni w Pelplinie. Wiosną 1941 podjął pracę w Starogardzie jako pracownik budowlany. Razem z byłymi uczniami gimnazjum podjął działalność konspiracyjną i w tym samym roku wstąpił do „Jaszczurki”. Być może był związany z Związkiem Jaszczurczym.
W lipcu 1942 został wcielony do Wehrmachtu, gdzie kontynuował działalność konspiracyjną, początkowo w Malborku, a następnie w miejscach stacjonowania swojej jednostki – najpierw w Holandii, a potem we Francji. Służył w 108 pułku grenadierów 38 Dywizji Piechoty w Nantes. Tutaj wszedł w kontakt z konspiracją francuską (Forces Françaises de l`Interieur). W wyniku zdrady został aresztowany na początku lutego 1943 i stanął przed sądem wojennym, który skazał go na karę śmierci za zdradę. Wyrok wykonano 20 marca (mógł pożegnać się z rodziną, pisząc list). Ciało Grochockiego po ekshumacji w 1947 spoczęło na Cmentarzu Bohaterów Państw Sprzymierzonych.
Rada Miejska Starogardu upamiętniła go 27 marca 2019 nadając imię Grochockiego skwerowi u zbiegu ul. gen. Józefa Hallera i Adama Mickiewicza.